# Ecclesia semper reformanda est
Ecclesia semper reformanda est (del llatí "l'església sempre ha de ser reformada", o també en la seva versió escurçada Ecclesia semper reformanda, és una frase molt popularitzada inicialment per Karl Barth el 1947, derivada presumptament d'un refrany de St. Augustine. Es refereix a la convicció de teòlegs protestants reformats que l'església ha de reavaluar-se contínuament per tal de mantenir la seva puresa de doctrina i pràctica. Un exemple primerenc és Jodocus van Lodenstein, Beschouwinge van Zion (Contemplació de Sió), Amsterdam, 1674-1678, qui afirmava que "certament ... que a l'Església hi ha sempre molt a reformar" ("Sekerlijk de Gereformeerde Waarheyd ... leert dat in de Kerke ook altijd veel te herstellen is").
Una variant del terme, Ecclesia reformata semper reformanda ("l'església reformada sempre [ha de ser] reformada"), també utilitzat per Karl Barth, es refereix al desig d'un "home erudit" citat per Jodocus van Lodenstein que l'Església no hauria de ser anomenada "Reformata", però "Reformanda". En l'actualitat es fa servir àmpliament però de manera informal dins dels àmbits de les esglésies reformades i presbiterianes (per exemple, l'Església Reformada Francesa fa servir com a lema "Ecclesia reformata, semper reformanda").
El primer terme va ser utilitzat per Hans Küng i altres reformadors eclesiàstics de l'Església Catòlica Romana que estaven involucrats al II Esperit del Vaticà dels anys 1960. Aquest últim ús apareix en una carta pastoral del 2009 del bisbe R. Walker Nickless que animava a una hermenèutica de continuïtat a la pràctica i ensenyament catòlics.
Jodocus van Lodenstein fou un ministre a Església Reformada a les Províncies Unides pels volts del segle xvii.
Va néixer a Delft el 1620 i fou ministre a Utrecht 1653-77.
Lodenstein va fer servir la frase en un devocional publicat el 1674.
La frase (sense l'est) també és anomenat el fictici Papa Gelasius III a la novel·la Children of God de Mary Doria Russell de l'any 1998.